# Tömmelsdorf

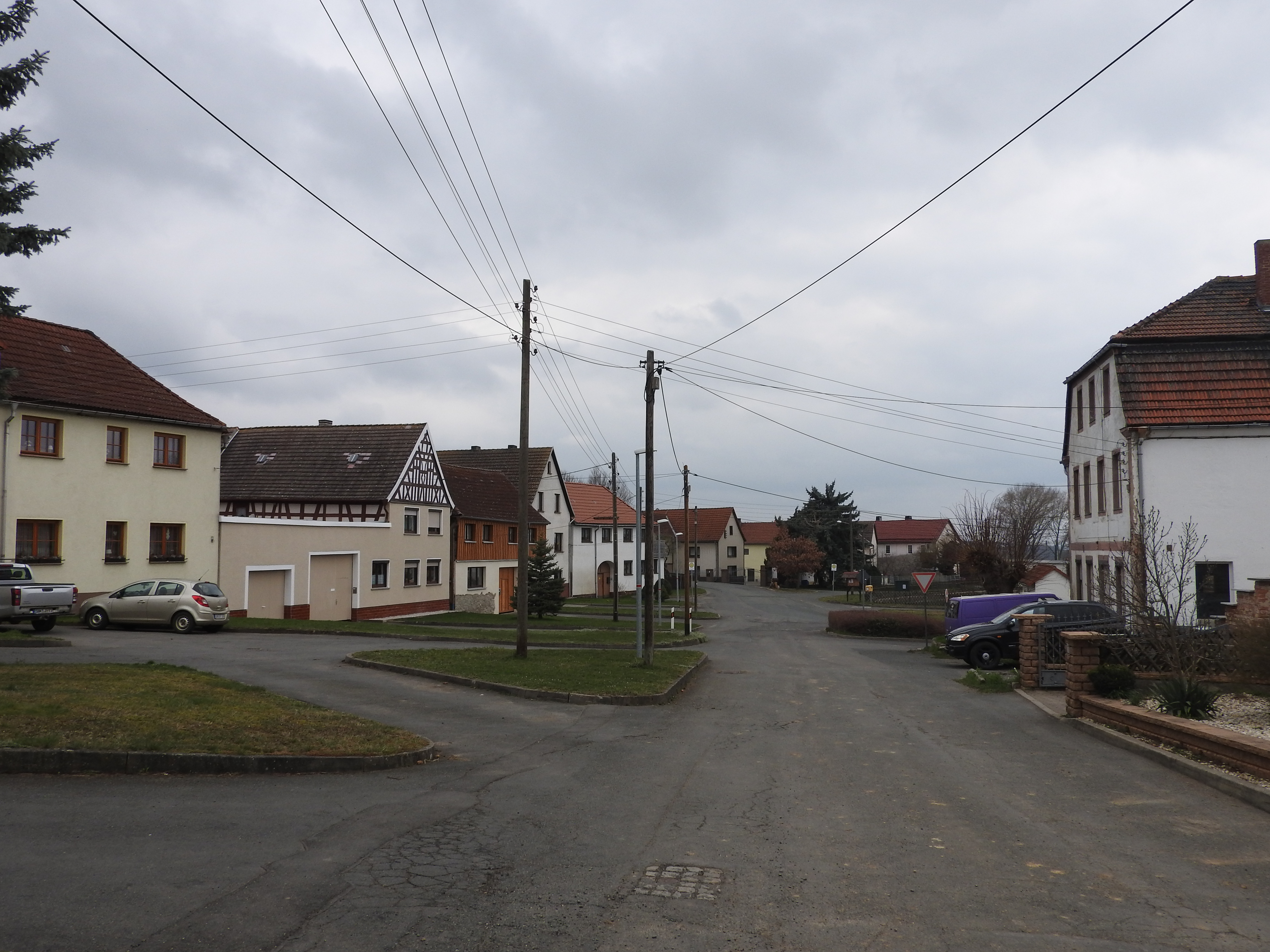
Tömmelsdorf

Tömmelsdorf ist eine Gemeinde im thüringischen Saale-Orla-Kreis. Sie ist Mitglied in der Verwaltungsgemeinschaft Triptis.

## Geographie
Nachbarorte innerhalb von fünf Kilometern sind Triptis, Lemnitz, Miesitz, Auma-Weidatal und Schmieritz.

## Geschichte
Tömmelsdorf wurde 1378 erstmals urkundlich erwähnt. Ortsteil von Tömmelsdorf ist Wüstenwetzdorf.
Am 1. Juli 1950 wurde die bis dahin eigenständige Gemeinde Wüstenwetzdorf eingegliedert.

### Einwohnerentwicklung
Entwicklung der Einwohnerzahl (jeweils 31. Dezember):
| - 1994: 147 - 1995: 151 - 1996: 155 - 1997: 153 - 1998: 150 - 1999: 146 | - 2000: 146 - 2001: 143 - 2002: 136 - 2003: 136 - 2004: 139 - 2005: 138 | - 2006: 142 - 2007: 143 - 2008: 144 - 2009: 140 - 2010: 143 - 2011: 142 | - 2012: 145 - 2013: 141 - 2014: 129 - 2015: 129 - 2016: 128 - 2017: 126 | - 2018: 126 - 2019: 124 - 2020: 122 - 2021: 122 - 2022: 125 - 2023: 120 |

 Datenquelle: Thüringer Landesamt für Statistik

## Wappen
Das Wappen wurde am 27. März 1996 durch das Thüringische Landesverwaltungsamt genehmigt.
Blasonierung: „Geteilt von Blau und Silber; oben ein goldener Pflug, unten ein linksblickender blauer Karpfen.“
Ortsbild und Landschaft der Gemeinde Tömmelsdorf sind durch die Landwirtschaft geprägt. Dafür steht der Pflug im Wappen. Außerdem befinden sich in der Gemeindeflur zahlreiche Fischteiche. Die Teichwirtschaft hat eine jahrhundertealte Tradition und wurde bereits von ansässigen Mönchen betrieben; daher z. B. auch der Name „Bartholomäusteich“. Der Karpfen im Wappen nimmt Bezug auf die Fischteiche.
Das Wappen wurde von dem Goßwitzer Manfred Fischer gestaltet.